# Zonitoschema alluaudi
Zonitoschema alluaudi es una especie de coleóptero de la familia Meloidae.

## Distribución geográfica
Habita en los territorios que antes se llamaban Tanganica.